# سبنسر لارسن
سبنسر لارسن (بالإنجليزية: Spencer Larsen)‏ (و. 1984  م) هو لاعب كرة قدم أمريكية، من الولايات المتحدة، ولد في ميسا، أريزونا، يلعب كظهير ‏.

## روابط خارجية
- سبنسر لارسن على موقع مرجع كرة القدم المحترفة.كوم (الإنجليزية)